# Agapetes kudukii
Agapetes kudukii là một loài thực vật có hoa trong họ Thạch nam. Loài này được Veldkamp mô tả khoa học đầu tiên năm 1991.